# 외포리버스정류장
외포리버스정류장은 인천광역시 강화군 내가면 중앙로 1309(외포리 547-18)에 있던 대한민국의 시외버스정류장이다.

## 현황
시외버스정류장이지만 터미널 건물이 존재하고 있었으며 터미널 안내 간판은 전혀 엉뚱한 건물에 부착되어 있다. 간판이 부착된 건물 방향으로 가서 왼편을 바라보면 터미널 건물 오른편 끝에 2층으로 올라가는 계단 바로 옆에 매표소가 자리하고 있었다.
1980년 대에는 용산터미널(지금의 서울남부버스터미널)에서 이 곳으로 운행하는 시외버스가 9회 운행한 적이 있다. 강화군의 일부 군내버스가 이 곳에 정차하며, 시외버스는 신촌시외버스터미널로 운행하던 노선 하나만 존재했다. 그러나 2010년 5월에 신촌 ~ 외포리를 운행하던 노선이 시내버스로 형간전환되면서 3000번 버스에 통폐합되어 외포리 구간을 더 이상 운행하지 않게 되었다. 이후로 시외버스가 더 이상 운행하지 않아 매표소는 폐쇄되었으며 지금은 오직 강화군 일대를 운행하는 시내버스 노선만 있다.

## 운행 노선
| 노선 번호 | 운행구간   | 운행구간 | 운행구간   | 경유지 | 운행 횟수 | 비고               |
| --------- | ---------- | -------- | ---------- | --- | --------- | ------------------ |
| 1         | 강화터미널 | →        | 강화터미널 | 강화군청, 서문, 송해, 고인돌, 평화전망대, 양사, 내가, 외포리, 화도터미널, 선수, 전등사·길상(온수), 황산도, 초지진, 광성보, 갑곶돈대 | 11회      | 시계 반대방향 순환 |
| 2         | 강화터미널 | →        | 강화터미널 | 갑곶돈대, 광성보, 초지진, 황산도, 길상(온수)·전등사, 선수, 화도터미널, 외포리, 내가, 양사, 평화전망대, 고인돌, 송해, 서문, 강화군청 | 11회      | 시계방향 순환      |
| 30        | 강화터미널 | ↔        | 외포리     | 강화군청, 서문, 고인돌 체육관, 송해삼거리, 고인돌박물관, 하점면사무소, 강서중학교, 망월입구, 내가시장, 삼량고교, 외포리             | 16회      |                    |
| 31        | 강화터미널 | ↔        | 외포리     | 세광아파트, 안양대, 비선삼거리 | 22회      |                    |
| 36        | 강화터미널 | ↔        | 외포리     | 서문, 강화고교, 국화저수지, 야영장입구, 적석사, 내가저수지, 내가시장                                                                | 7회       |                    |
| 37        | 강화터미널 | ↔        | 황청리     | 세광아파트, 안양대, 비선삼거리, 외포리, 삼량고교, 오상리, 구하리                                                                    | 10회      |                    |
| 38        | 강화터미널 | ↔        | 황청리     | 서문, 강화고교, 국화저수지, 야영장입구, 적석사, 내가저수지, 내가시장, 오상리, 구하리                                                | 4회       |                    |
| 60        | 강화터미널 | ↔        | 외포리     | 온수리, 선두리, 마니산입구, 상방리, 양도시장, 비선삼거리                                                                            | 5회       |                    |
| 61        | 강화터미널 | ↔        | 외포리     | 온수리, 강남중학교, 가톨릭대학교, 양도시장, 비선삼거리                                                                              | 4회       |                    |